# Афанасіївська культура

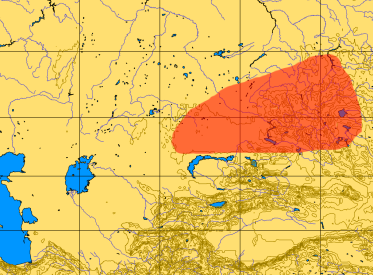
Поширення Афанасіївської культури

Афанасіївська культура — південносибірська археологічна культура бронзової доби (III—II тисячоріччя до Р. Х.). Назва культура отримала від Афанасієвської гори (біля села Батени у Боградському районі Хакасії), де у 1920 році було досліджено перший могильник цієї культури.
Крім основного району — Алтаю (Ело 1-2, Біке 1, Печеркін Лог та інші) й Хакасько-Мінусинської улоговини, ареал пам'яток включає Східний Казахстан, Західну Монголію й китайський Сіньцзян.

## Артефакти
Афанасіївська культура — перший етап епохи палеометала у степах Південного Сибіру, що є відправною точкою у розумінні розвитку історично-культурних процесів у житті стародавнього населення цієї території. В основному представлена стародавніми могильниками; поселення зустрічаються значно рідше.
Мідь використовувалась для прикрас, голок, шил, невеликих ножів. Афанасіївські майстри ще не знали лиття, мідні предмети оброблялися куванням.
Кераміка афанасієвської культури різноманітна за розмірами і формою. Переважали високі гостродонні посудини з ялинковим орнаментом. Візерунок наносився затупленною паличкою або гребінчастим штампом.
Господарство афанасієвців було комплексним. Поряд з традиційними для неолітичного Сибіру мережевим рибальством й полюванням, отримали розвиток скотарство й у меншій ступені землеробство. Знахідки кісток домашніх тварин у могилах й культурному шарі поселень свідчать, що афанасьєвці розводили корів, коней, овець. Комплексне господарство дозволило їм жити осіло у постійних оселях.
Незважаючи на наявність металевих прикрас, знаряддя були кам'яними. Посуд робили з глини й дерева. Глиняний посуд різноманітний: в основному, це яйцеподібні горщики ємністю від 1,5 до 3 літрів. Горщики заривали у землю, й їжа варилася жаром вогнища. Серед посудин зустрічаються й великі, ємністю до 200 літрів.
Небіжчиків ховали у курганах.
Афанасіївські пам'ятники представлені могильниками й поселеннями Баликтуюль, Єло, Кара-Тенеш, Теньга, Великий Толгоєк, Арагол, Курота та інші.

## Походження та етнічна приналежність
Ймовірно культура була створена мігрантами зі Східної Європи, зокрема, носіями ямної культури, що асимілювали місцеве населення.
Змінилася карасукською й окуневською культурами.
Спадкоємцями афанасієвців були племена тагарської культури, що дожила до III сторіччя до Р. Х.. За іншою версією, тагарці були скіфами, а нащадки афанасієвців — тохарами, яких саме скіфи-тагарці витіснили у Сіньцзян. Більшість дослідників асоціюють афанасієвську культуру з (прото-)тохарами.
Останні дані антропології, як й генетики, свідчать про те, що Таримські мумії залишили нащадки не афанасієвців, а андроновців.

## Антропологічний тип
Афанасіївці були носіями протоєвропеоїдного антропологічного типу. Афанасіївці з території Хакасії характеризуються дуже довгим, досить широким, середньовисоким доліхокранним черепом, дуже сильно похилим лобом, а також сильно розвиненим надбров'ям, низькими й широкими орбітами, більше прямокутної форми, великою межорбітною відстанню, високим носом… Таким чином, контакти між європеоїдами й монголоїдами на даній території, можливо, відбувалися вже на самих ранніх етапах.
Найбільшу краніологічну схожість з афанасієвським населенням демонструють ямники Волго-Уралля. З їх міграцією на Алтай зв'язується поява афанасієвської культури. Як й у ямників, к геномі афанасієвців переважають алелі, пов'язані зі світлою шкірою й блакитними очима.

## Палеогенетика
Представниці афанасієвської культури мали мітохондріальні гаплогрупи J2a2a, T2c1a2 й U5a1a1. У афанасієвців з Батені (Bateni) визначена мітохондріальна гаплогруппа T1a1 й Y-хромосомна гаплогруппа R1b1a1a2a2, у хакаських афанасієвців визначено Y-хромосомна гаплогруппа R1b, у монгольського афанасьєвця — Y-хромосомна гаплогруппа Q. Більшість чоловіків афанасієвської культури належало до однієї субгаплогрупи R1b1a1a.